# The Lady from Texas
The Lady from Texas é um filme de comédia estadunidense dirigido por Joseph Pevney e estrelado por Howard Duff, Mona Freeman e Josephine Hull. Foi lançado em 1 de setembro de 1951 pela Universal Pictures.

## Elenco
- Howard Duff ...Dan Mason
- Mona Freeman ...Bonnie Lee
- Josephine Hull ...Senhorita Birdie Wheeler
- Gene Lockhart ...Juiz George Jeffers
- Craig Stevens ...Cyril Guthrie
- Jay C. Flippen ...Xerife Mike McShane
- Ed Begley ...Dave Blodgett
- Morgan Farley ...Lucian Haddon
- Chris-Pin Martin ...José
- Barbara Knudson ...Mabel Guthrie
- Kenneth Patterson ...Craig Toland
- John Maxwell ...Sr. Deevers